# 28e conseil des ministres du Canada
Confédération canadienne
27e conseil des ministres 29e conseil des ministres
Le 28e conseil des ministres du Canada (en anglais : 28th Canadian Ministry), communément appelé gouvernement Harper, est le gouvernement du Canada du 6 février 2006 au 4 novembre 2015. 
Dirigé par le premier ministre Stephen Harper, ce gouvernement est soutenu et constitué par le seul Parti conservateur du Canada. Gouvernement minoritaire à la suite de l'élection fédérale de 2006, il a été réélu minoritaire en 2008 puis majoritaire en 2011.

## Premier mandat

### Composition initiale (6 février 2006)
| Fonction, | Titulaire | Titulaire             | Parti        |
| --- | --------- | --------------------- | ------------ |
| Premier ministre |           | Stephen Harper        | Conservateur |
| Ministre des Affaires étrangères Ministre de l'Agence de promotion économique du Canada atlantique                               |           | Peter MacKay          | Conservateur |
| Ministre des Affaires indiennes et du Nord canadien Interlocuteur fédéral auprès des Métis et des Indiens non inscrits           |           | Jim Prentice          | Conservateur |
| Ministre de l'Agriculture et de l'Agroalimentaire Ministre responsable de la Commission canadienne du blé                        |           | Chuck Strahl          | Conservateur |
| Ministre des Anciens combattants                                                                                                 |           | Greg Thompson         | Conservateur |
| Ministre de la Citoyenneté et de l'Immigration                                                                                   |           | Monte Solberg         | Conservateur |
| Ministre du Commerce international Ministre de la porte d’entrée du Pacifique et des Olympiques de Vancouver-Whistler            |           | David Emerson         | Conservateur |
| Ministre de la Coopération internationale Ministre de La Francophonie et des Langues officielles                                 |           | Josée Verner          | Conservateur |
| Ministre de la Défense nationale                                                                                                 |           | Gordon O'Connor       | Conservateur |
| Ministre de l'Environnement |           | Rona Ambrose          | Conservateur |
| Ministre des Finances |           | Jim Flaherty          | Conservateur |
| Ministre de l'Industrie |           | Maxime Bernier        | Conservateur |
| Ministre de la Justice Procureur général du Canada                                                                               |           | Vic Toews             | Conservateur |
| Ministre du Patrimoine canadien et de la Condition féminine Ministre du Patrimoine canadien                                      |           | Bev Oda               | Conservateur |
| Ministre des Pêches et des Océans                                                                                                |           | Loyola Hearn          | Conservateur |
| Ministre des Ressources humaines et du Développement social Ministre des Ressources humaines et du Développement des compétences |           | Diane Finley          | Conservateur |
| Ministre de la Réforme démocratique                                                                                              |           | Rob Nicholson         | Conservateur |
| Ministre du Revenu national Ministre de la Diversification économique de l'Ouest                                                 |           | Carol Skelton         | Conservateur |
| Ministre des Ressources naturelles                                                                                               |           | Gary Lunn             | Conservateur |
| Ministre de la Santé Ministre de l’initiative fédérale du développement économique dans le Nord de l’Ontario                     |           | Tony Clement          | Conservateur |
| Ministre de la Sécurité publique Ministre de la Sécurité publique et de la Protection civile                                     |           | Stockwell Day         | Conservateur |
| Ministre des Transports, de l’Infrastructure et des Collectivités Ministre des Transports                                        |           | Lawrence Cannon       | Conservateur |
| Ministre du Travail Ministre de l'Agence de développement économique du Canada pour les régions du Québec                        |           | Jean-Pierre Blackburn | Conservateur |
| Ministre des Travaux publics et des Services gouvernementaux                                                                     |           | Michael Fortier       | Conservateur |
| Président du Conseil privé de la Reine pour le Canada Ministre des Affaires intergouvernementales Ministre des Sports            |           | Michael Chong         | Conservateur |
| Président du Conseil du Trésor                                                                                                   |           | John Baird            | Conservateur |
| Fonctions parlementaires |           |                       |              |
| Leader du gouvernement à la Chambre des communes                                                                                 |           | Rob Nicholson         | Conservateur |
| Leader du gouvernement au Sénat                                                                                                  |           | Marjory LeBreton      | Conservateur |

### Remaniement du 4 janvier 2007
- Les nouveaux ministres sont indiqués en gras, ceux ayant changé d'attributions en italique.
- Les fonctions en italique représentent les titres officiels attribués mais non utilisés en pratique.

| Fonction | Titulaire | Titulaire             | Parti        |
| --- | --------- | --------------------- | ------------ |
| Premier ministre |           | Stephen Harper        | Conservateur |
| Ministre des Affaires étrangères Ministre de l'Agence de promotion économique du Canada atlantique                                                                  |           | Peter MacKay          | Conservateur |
| Ministre des Affaires indiennes et du Nord canadien Interlocuteur fédéral auprès des Métis et des Indiens non inscrits                                              |           | Jim Prentice          | Conservateur |
| Ministre de l'Agriculture et de l'Agroalimentaire |           | Chuck Strahl          | Conservateur |
| Ministre des Anciens combattants |           | Greg Thompson         | Conservateur |
| Ministre de la Citoyenneté et de l'Immigration |           | Diane Finley          | Conservateur |
| Ministre du Commerce international Ministre de la porte d’entrée du Pacifique et des Olympiques de Vancouver-Whistler                                               |           | David Emerson         | Conservateur |
| Ministre de la Coopération internationale |           | Josée Verner          | Conservateur |
| Ministre de la Défense nationale |           | Gordon O'Connor       | Conservateur |
| Ministre de l'Environnement |           | John Baird            | Conservateur |
| Ministre des Finances |           | Jim Flaherty          | Conservateur |
| Ministre de l'Industrie |           | Maxime Bernier        | Conservateur |
| Ministre de la Justice Procureur général du Canada |           | Rob Nicholson         | Conservateur |
| Ministre du Patrimoine canadien |           | Bev Oda               | Conservateur |
| Ministre des Pêches et des Océans |           | Loyola Hearn          | Conservateur |
| Présidente du Conseil privé de la Reine pour le Canada Ministre des Affaires intergouvernementales Ministre de la Diversification de l'économie de l'Ouest canadien |           | Rona Ambrose          | Conservateur |
| Président du Conseil du Trésor |           | Vic Toews             | Conservateur |
| Ministre de la Réforme démocratique |           | Peter Van Loan        | Conservateur |
| Ministre des Ressources humaines et du Développement social Ministre des Ressources humaines et du Développement des compétences                                    |           | Monte Solberg         | Conservateur |
| Ministre des Ressources naturelles |           | Gary Lunn             | Conservateur |
| Ministre du Revenu national |           | Carol Skelton         | Conservateur |
| Ministre de la Santé Ministre de l'initiative fédérale du développement économique dans le Nord de l'Ontario                                                        |           | Tony Clement          | Conservateur |
| Ministre de la Sécurité publique Ministre de la Sécurité publique et de la Protection civile                                                                        |           | Stockwell Day         | Conservateur |
| Ministre du Travail Ministre de l'Agence de développement économique du Canada pour les régions du Québec                                                           |           | Jean-Pierre Blackburn | Conservateur |
| Ministre des Transports, de l'Infrastructure et des Collectivités Ministre des Transports                                                                           |           | Lawrence Cannon       | Conservateur |
| Ministre des Travaux publics et des Services gouvernementaux |           | Michael Fortier       | Conservateur |
| Secrétaire d'État |           |                       |              |
| Secrétaire d'État |           | Jay D. Hill           | Conservateur |
| Secrétaire d'État (Aînés) |           | Marjory LeBreton      | Conservateur |
| Secrétaire d'État (Affaires étrangères et Commerce international) [Sports]                                                                                          |           | Helena Guergis        | Conservateur |
| Secrétaire d'État (Agriculture) |           | Christian Paradis     | Conservateur |
| Secrétaire d'État (Multiculturalisme et Identité canadienne) |           | Jason Kenney          | Conservateur |
| Secrétaire d'État (Petite Entreprise et Tourisme) |           | Gerry Ritz            | Conservateur |
| Fonctions parlementaires |           |                       |              |
| Leader du gouvernement à la Chambre des communes |           | Peter Van Loan        | Conservateur |
| Leader du gouvernement au Sénat |           | Marjory LeBreton      | Conservateur |
| Whip en chef du gouvernement |           | Jay D. Hill           | Conservateur |

### Remaniement du 14 août 2007
- Les nouveaux ministres sont indiqués en gras, ceux ayant changé d'attributions en italique.

| Fonction | Titulaire | Titulaire             | Parti        |
| --- | --------- | --------------------- | ------------ |
| Premier ministre |           | Stephen Harper        | Conservateur |
| Ministre des Affaires étrangères Ministre de l'Agence de promotion économique du Canada atlantique                                                                  |           | Maxime Bernier        | Conservateur |
| Ministre des Affaires indiennes et du Nord canadien Interlocuteur fédéral auprès des Métis et des Indiens non inscrits                                              |           | Chuck Strahl          | Conservateur |
| Ministre de l'Agriculture et de l'Agroalimentaire Ministre de la Commission canadienne du blé                                                                       |           | Gerry Ritz            | Conservateur |
| Ministre des Anciens combattants |           | Greg Thompson         | Conservateur |
| Ministre de la Citoyenneté et de l'Immigration |           | Diane Finley          | Conservateur |
| Ministre du Commerce international Ministre de la porte d’entrée du Pacifique et des Olympiques de Vancouver-Whistler                                               |           | David Emerson         | Conservateur |
| Ministre de la Coopération internationale |           | Bev Oda               | Conservateur |
| Ministre de la Défense nationale Ministre de l'Agence de promotion économique du Canada atlantique                                                                  |           | Peter MacKay          | Conservateur |
| Ministre de l'Environnement |           | John Baird            | Conservateur |
| Ministre des Finances |           | Jim Flaherty          | Conservateur |
| Ministre de l'Industrie |           | Jim Prentice          | Conservateur |
| Ministre de la Justice Procureur général du Canada |           | Rob Nicholson         | Conservateur |
| Ministre du Patrimoine canadien, de la Condition féminine et des Langues officielles Ministre du Patrimoine canadien                                                |           | Josée Verner          | Conservateur |
| Ministre des Pêches et des Océans |           | Loyola Hearn          | Conservateur |
| Présidente du Conseil privé de la Reine pour le Canada Ministre des Affaires intergouvernementales Ministre de la Diversification de l'économie de l'Ouest canadien |           | Rona Ambrose          | Conservateur |
| Président du Conseil du Trésor |           | Vic Toews             | Conservateur |
| Ministre de la Réforme démocratique |           | Peter Van Loan        | Conservateur |
| Ministre des Ressources humaines et du Développement social Ministre des Ressources humaines et du Développement des compétences                                    |           | Monte Solberg         | Conservateur |
| Ministre des Ressources naturelles |           | Gary Lunn             | Conservateur |
| Ministre du Revenu national |           | Gordon O'Connor       | Conservateur |
| Ministre de la Santé Ministre de l'initiative fédérale du développement économique dans le Nord de l'Ontario                                                        |           | Tony Clement          | Conservateur |
| Ministre de la Sécurité publique Ministre de la Sécurité publique et de la Protection civile                                                                        |           | Stockwell Day         | Conservateur |
| Ministre du Travail Ministre de l'Agence de développement économique du Canada pour les régions du Québec                                                           |           | Jean-Pierre Blackburn | Conservateur |
| Ministre des Transports, de l'Infrastructure et des Collectivités Ministre des Transports                                                                           |           | Lawrence Cannon       | Conservateur |
| Ministre des Travaux publics et des Services gouvernementaux |           | Michael Fortier       | Conservateur |
| Secrétaire d'État |           |                       |              |
| Secrétaire d'État |           | Jay D. Hill           | Conservateur |
| Secrétaire d'État (Affaires étrangères et Commerce international) [Sports]                                                                                          |           | Helena Guergis        | Conservateur |
| Secrétaire d'État (Agriculture) |           | Christian Paradis     | Conservateur |
| Secrétaire d'État (Aînés) |           | Marjory LeBreton      | Conservateur |
| Secrétaire d'État (Multiculturalisme et Identité canadienne) |           | Jason Kenney          | Conservateur |
| Secrétaire d’État (Petite Entreprise et Tourisme) |           | Diane Ablonczy        | Conservateur |
| Fonctions parlementaires |           |                       |              |
| Leader du gouvernement à la Chambre des communes |           | Peter Van Loan        | Conservateur |
| Leader du gouvernement au Sénat |           | Marjory LeBreton      | Conservateur |

### Remaniement (25 mai 2008)
| Titulaire         | Avant le remaniement                                         | Après le remaniement                                                                              |
| ----------------- | ------------------------------------------------------------ | ------------------------------------------------------------------------------------------------- |
| Michael Fortier   | Ministre des Travaux publics et des Services gouvernementaux | Ministre du Commerce international                                                                |
| David Emerson     | Ministre du Commerce international                           | Ministre des Affaires étrangères                                                                  |
| Maxime Bernier    | Ministre des Affaires étrangères                             | Quitte le cabinet                                                                                 |
| Christian Paradis | Secrétaire d'État (Agriculture)                              | Ministre des Travaux publics et des Services gouvernementaux Secrétaire d'État (Agriculture)      |
| James Moore       | Aucun                                                        | Secrétaire d'État (Porte d'entrée de l'Asie-Pacifique) (Olympiques de 2010) (Langues officielles) |

## Deuxième mandat

### Remaniement du 30 octobre 2008
- Les nouveaux ministres sont indiqués en gras, ceux ayant changé d'attributions en italique.

| Fonction | Titulaire | Titulaire             | Parti        |
| --- | --------- | --------------------- | ------------ |
| Premier ministre |           | Stephen Harper        | Conservateur |
| Ministre des Affaires étrangères |           | Lawrence Cannon       | Conservateur |
| Ministre des Affaires indiennes et du Nord canadien Interlocuteur fédéral auprès des Métis et des Indiens non inscrits                             |           | Chuck Strahl          | Conservateur |
| Ministre des Affaires intergouvernementales Présidente du Conseil privé de la Reine pour le Canada Ministre de la Francophonie                     |           | Josée Verner          | Conservateur |
| Ministre de l'Agriculture et de l'Agroalimentaire Ministre de la Commission canadienne du blé                                                      |           | Gerry Ritz            | Conservateur |
| Ministre des Anciens combattants |           | Greg Thompson         | Conservateur |
| Ministre de la Citoyenneté, de l'Immigration et du Multiculturalisme Ministre de la Citoyenneté et de l'Immigration                                |           | Jason Kenney          | Conservateur |
| Ministre du Commerce international Ministre de la porte d'entrée de l'Asie-Pacifique                                                               |           | Stockwell Day         | Conservateur |
| Ministre de la Coopération internationale |           | Bev Oda               | Conservateur |
| Ministre de la Défense nationale Ministre de la porte d'entrée de l'Atlantique                                                                     |           | Peter MacKay          | Conservateur |
| Ministre de l'Environnement Ministre de la Diversification de l'économie de l'Ouest canadien                                                       |           | Jim Prentice          | Conservateur |
| Ministre des Finances |           | Jim Flaherty          | Conservateur |
| Ministre de l'Industrie |           | Tony Clement          | Conservateur |
| Ministre de la Justice Procureur général du Canada                                                                                                 |           | Rob Nicholson         | Conservateur |
| Ministre du Patrimoine canadien et des Langues officielles Ministre du Patrimoine canadien                                                         |           | James Moore           | Conservateur |
| Ministre des Pêches et des Océans |           | Gail Shea             | Conservateur |
| Président du Conseil du Trésor |           | Vic Toews             | Conservateur |
| Ministre des Ressources humaines et du Développement des compétences                                                                               |           | Diane Finley          | Conservateur |
| Ministre des Ressources naturelles |           | Lisa Raitt            | Conservateur |
| Ministre du Revenu national Ministre d'État — Agriculture                                                                                          |           | Jean-Pierre Blackburn | Conservateur |
| Ministre de la Santé |           | Leona Aglukkaq        | Conservateur |
| Ministre de la Sécurité publique et de la Protection civile                                                                                        |           | Peter Van Loan        | Conservateur |
| Ministre du Travail |           | Rona Ambrose          | Conservateur |
| Ministre des Transports, de l'Infrastructure et des Collectivités Ministre des Transports                                                          |           | John Baird            | Conservateur |
| Ministre des Travaux publics et des Services gouvernementaux Ministre de l'Agence de développement économique du Canada pour les régions du Québec |           | Christian Paradis     | Conservateur |
| Secrétaire d'État |           |                       |              |
| Ministre d'État |           | Gordon O'Connor       | Conservateur |
| Ministre d'État des Affaires étrangères — Amériques                                                                                                |           | Peter Kent            | Conservateur |
| Ministre d'État — Agence de développement économique du Canada pour les régions du Québec                                                          |           | Denis Lebel           | Conservateur |
| Ministre d'État — Agence de promotion du Canada atlantique                                                                                         |           | Keith Ashfield        | Conservateur |
| Ministre d'État — Aînés |           | Marjory LeBreton      | Conservateur |
| Ministre d'État — Condition féminine |           | Helena Guergis        | Conservateur |
| Ministre d'État — Diversification de l'économie de l'Ouest                                                                                         |           | Lynne Yelich          | Conservateur |
| Ministre d'État — Petite Entreprise et Tourisme |           | Diane Ablonczy        | Conservateur |
| Ministre d'État — Réforme démocratique |           | Steven Fletcher       | Conservateur |
| Ministre d'État — Sciences et Technologie |           | Gary Goodyear         | Conservateur |
| Ministre d'État — Sports |           | Gary Lunn             | Conservateur |
| Ministre d'État — Transports |           | Rob Merrifield        | Conservateur |
| Fonctions parlementaires |           |                       |              |
| Leader du gouvernement à la Chambre des communes                                                                                                   |           | Jay D. Hill           | Conservateur |
| Leader du gouvernement au Sénat |           | Marjory LeBreton      | Conservateur |

### Remaniement du 19 janvier 2010
- Les nouveaux ministres sont indiqués en gras, ceux ayant changé d'attributions en italique.

| Fonction | Titulaire | Titulaire             | Parti        |
| --- | --------- | --------------------- | ------------ |
| Premier ministre |           | Stephen Harper        | Conservateur |
| Ministre de l'Agriculture et de l'Agroalimentaire                                                                        |           | Gerry Ritz            | Conservateur |
| Ministre du Patrimoine canadien                                                                                          |           | James Moore           | Conservateur |
| Ministre de la Citoyenneté et de l'Immigration                                                                           |           | Jason Kenney          | Conservateur |
| Ministre de l'Environnement Ministre de la Diversification économique de l'Ouest                                         |           | Jim Prentice          | Conservateur |
| Ministre des Finances |           | Jim Flaherty          | Conservateur |
| Ministre de la Pêche et des Océans                                                                                       |           | Gail Shea             | Conservateur |
| Ministre des Affaires étrangères                                                                                         |           | Lawrence Cannon       | Conservateur |
| Ministre de la Santé |           | Leona Aglukkaq        | Conservateur |
| Ministre des Ressources humaines et du Développement social                                                              |           | Diane Finley          | Conservateur |
| Ministre des Affaires autochtones et du Développement du Nord canadien                                                   |           | Chuck Strahl          | Conservateur |
| Ministre de l'Industrie                                                                                                  |           | Tony Clement          | Conservateur |
| Ministre des Affaires intergouvernementales Président du Conseil privé de la Reine pour le Canada                        |           | Josée Verner          | Conservateur |
| Ministre de la Coopération internationale                                                                                |           | Bev Oda               | Conservateur |
| Ministre du Commerce international                                                                                       |           | Peter Van Loan        | Conservateur |
| Ministre de la Justice et procureur général                                                                              |           | Rob Nicholson         | Conservateur |
| Ministre du Travail |           | Lisa Raitt            | Conservateur |
| Ministre des Relations avec la Chambre des communes                                                                      |           | Jay Hill              | Conservateur |
| Ministre des Relations avec le Sénat                                                                                     |           | Marjory LeBreton      | Conservateur |
| Ministre de la Défense nationale                                                                                         |           | Peter MacKay          | Conservateur |
| Ministre de la Fiscalité Ministre de l'Agence de promotion économique du Canada atlantique                               |           | Keith Ashfield        | Conservateur |
| Ministre des Ressources naturelles Ministre de l'Agence de développement économique du Canada pour les régions du Québec |           | Christian Paradis     | Conservateur |
| Ministre de la Sécurité publique                                                                                         |           | Vic Toews             | Conservateur |
| Ministre des Travaux publics et des Services gouvernementaux                                                             |           | Rona Ambrose          | Conservateur |
| Ministre des Transports                                                                                                  |           | John Baird            | Conservateur |
| Président du Conseil du Trésor                                                                                           |           | Stockwell Day         | Conservateur |
| Ministre des Anciens combattants                                                                                         |           | Jean-Pierre Blackburn | Conservateur |

#### Ajustement du 9 avril 2010
- Rona Ambrose est nommée ministre d'État avec le titre de ministre de la Condition féminine. Elle conserve en parallèle son poste de ministre des Travaux publics et des Services gouvernementaux[7].

### Remaniement du 6 août 2010
Le premier ministre procède à certains ajustements.
- Les nouveaux ministres sont indiqués en gras, ceux ayant changé d'attributions en italique.

| Fonction | Titulaire | Titulaire             | Parti        |
| --- | --------- | --------------------- | ------------ |
| Premier ministre |           | Stephen Harper        | Conservateur |
| Ministre de l'Agriculture et de l'Agroalimentaire                                                                                          |           | Gerry Ritz            | Conservateur |
| Ministre du Patrimoine canadien |           | James Moore           | Conservateur |
| Ministre de la Citoyenneté et de l'Immigration                                                                                             |           | Jason Kenney          | Conservateur |
| Ministre de l'Environnement Ministre de la Diversification économique de l'Ouest                                                           |           | Jim Prentice          | Conservateur |
| Ministre des Finances |           | Jim Flaherty          | Conservateur |
| Ministre de la Pêche et des Océans |           | Gail Shea             | Conservateur |
| Ministre des Affaires étrangères |           | Lawrence Cannon       | Conservateur |
| Ministre de la Santé |           | Leona Aglukkaq        | Conservateur |
| Ministre des Ressources humaines et du Développement social                                                                                |           | Diane Finley          | Conservateur |
| Ministre des Affaires autochtones et du Développement du Nord canadien Ministre de l’Agence canadienne de développement économique du Nord |           | John Duncan           | Conservateur |
| Ministre de l'Industrie |           | Tony Clement          | Conservateur |
| Ministre des Affaires intergouvernementales Président du Conseil privé de la Reine pour le Canada                                          |           | Josée Verner          | Conservateur |
| Ministre de la Coopération internationale                                                                                                  |           | Bev Oda               | Conservateur |
| Ministre du Commerce international |           | Peter Van Loan        | Conservateur |
| Ministre de la Justice et procureur général                                                                                                |           | Rob Nicholson         | Conservateur |
| Ministre du Travail |           | Lisa Raitt            | Conservateur |
| Ministre des Relations avec la Chambre des communes                                                                                        |           | John Baird            | Conservateur |
| Ministre des Relations avec le Sénat |           | Marjory LeBreton      | Conservateur |
| Ministre de la Défense nationale |           | Peter MacKay          | Conservateur |
| Ministre de la Fiscalité Ministre de l'Agence de promotion économique du Canada atlantique                                                 |           | Keith Ashfield        | Conservateur |
| Ministre des Ressources naturelles Ministre de l'Agence de développement économique du Canada pour les régions du Québec                   |           | Christian Paradis     | Conservateur |
| Ministre de la Sécurité publique |           | Vic Toews             | Conservateur |
| Ministre des Travaux publics et des Services gouvernementaux                                                                               |           | Rona Ambrose          | Conservateur |
| Ministre des Transports, de l’Infrastructure et des Collectivités                                                                          |           | Chuck Strahl          | Conservateur |
| Président du Conseil du Trésor |           | Stockwell Day         | Conservateur |
| Ministre des Anciens combattants |           | Jean-Pierre Blackburn | Conservateur |

### Remaniement du 5 novembre 2010
- Les nouveaux ministres sont indiqués en gras, ceux ayant changé d'attributions en italique.

| Fonction | Titulaire | Titulaire                                   | Parti        |
| --- | --------- | ------------------------------------------- | ------------ |
| Premier ministre |           | Stephen Harper                              | Conservateur |
| Ministre de l'Agriculture et de l'Agroalimentaire                                                                        |           | Gerry Ritz                                  | Conservateur |
| Ministre du Patrimoine canadien                                                                                          |           | James Moore                                 | Conservateur |
| Ministre de la Citoyenneté et de l'Immigration                                                                           |           | Jason Kenney                                | Conservateur |
| Ministre de l'Environnement                                                                                              |           | John Baird (jusqu'au 04/01/2011) Peter Kent | Conservateur |
| Ministre des Finances |           | Jim Flaherty                                | Conservateur |
| Ministre de la Pêche et des Océans                                                                                       |           | Gail Shea                                   | Conservateur |
| Ministre des Affaires étrangères                                                                                         |           | Lawrence Cannon                             | Conservateur |
| Ministre de la Santé |           | Leona Aglukkaq                              | Conservateur |
| Ministre des Ressources humaines et du Développement social                                                              |           | Diane Finley                                | Conservateur |
| Ministre des Affaires autochtones et du Développement du Nord canadien                                                   |           | John Duncan                                 | Conservateur |
| Ministre de l'Industrie                                                                                                  |           | Tony Clement                                | Conservateur |
| Ministre des Affaires intergouvernementales Président du Conseil privé de la Reine pour le Canada                        |           | Josée Verner                                | Conservateur |
| Ministre de la Coopération internationale                                                                                |           | Bev Oda                                     | Conservateur |
| Ministre du Commerce international                                                                                       |           | Peter Van Loan                              | Conservateur |
| Ministre de la Justice et procureur général                                                                              |           | Rob Nicholson                               | Conservateur |
| Ministre du Travail |           | Lisa Raitt                                  | Conservateur |
| Ministre des Relations avec la Chambre des communes                                                                      |           | John Baird                                  | Conservateur |
| Ministre des Relations avec le Sénat                                                                                     |           | Marjory LeBreton                            | Conservateur |
| Ministre de la Défense nationale                                                                                         |           | Peter MacKay                                | Conservateur |
| Ministre de la Fiscalité Ministre de l'Agence de promotion économique du Canada atlantique                               |           | Keith Ashfield                              | Conservateur |
| Ministre des Ressources naturelles Ministre de l'Agence de développement économique du Canada pour les régions du Québec |           | Christian Paradis                           | Conservateur |
| Ministre de la Sécurité publique                                                                                         |           | Vic Toews                                   | Conservateur |
| Ministre des Travaux publics et des Services gouvernementaux Ministre de la Diversification économique de l'Ouest        |           | Rona Ambrose                                | Conservateur |
| Ministre des Transports                                                                                                  |           | Chuck Strahl                                | Conservateur |
| Président du Conseil du Trésor                                                                                           |           | Stockwell Day                               | Conservateur |
| Ministre des Anciens combattants                                                                                         |           | Jean-Pierre Blackburn                       | Conservateur |

## Troisième mandat

### Remaniement du 18 mai 2011
- Les nouveaux ministres sont indiqués en gras, ceux ayant changé d'attributions en italique.

| Fonction | Titulaire | Titulaire                                                                   | Parti        |
| --- | --------- | --------------------------------------------------------------------------- | ------------ |
| Premier ministre                                                                                                  |           | Stephen Harper                                                              | Conservateur |
| Ministre de l'Agriculture et de l'Agroalimentaire                                                                 |           | Gerry Ritz                                                                  | Conservateur |
| Ministre du Patrimoine canadien                                                                                   |           | James Moore                                                                 | Conservateur |
| Ministre de la Citoyenneté et de l'Immigration                                                                    |           | Jason Kenney                                                                | Conservateur |
| Ministre de l'Environnement                                                                                       |           | Peter Kent                                                                  | Conservateur |
| Ministre des Finances                                                                                             |           | Jim Flaherty                                                                | Conservateur |
| Ministre de la Pêche et des Océans Ministre de l'Agence de promotion économique du Canada atlantique              |           | Keith Ashfield                                                              | Conservateur |
| Ministre des Affaires étrangères                                                                                  |           | John Baird                                                                  | Conservateur |
| Ministre de la Santé                                                                                              |           | Leona Aglukkaq                                                              | Conservateur |
| Ministre des Ressources humaines et du Développement social                                                       |           | Diane Finley                                                                | Conservateur |
| Ministre des Affaires autochtones et du Développement du Nord canadien                                            |           | John Duncan (jusqu'au 15/02/2013) Bernard Valcourt (à partir du 22/02/2013) | Conservateur |
| Ministre de l'Industrie                                                                                           |           | Christian Paradis                                                           | Conservateur |
| Ministre des Affaires intergouvernementales Président du Conseil privé de la Reine pour le Canada                 |           | Peter Penashue (jusqu'au 14/03/2013) Denis Lebel                            | Conservateur |
| Ministre de la Coopération internationale                                                                         |           | Bev Oda (jusqu'au 04/07/2012) Julian Fantino                                | Conservateur |
| Ministre du Commerce international                                                                                |           | Ed Fast                                                                     | Conservateur |
| Ministre de la Justice et procureur général                                                                       |           | Rob Nicholson                                                               | Conservateur |
| Ministre du Travail                                                                                               |           | Lisa Raitt                                                                  | Conservateur |
| Ministre des Relations avec la Chambre des communes                                                               |           | Peter Van Loan                                                              | Conservateur |
| Ministre des Relations avec le Sénat                                                                              |           | Marjory LeBreton                                                            | Conservateur |
| Ministre de la Défense nationale                                                                                  |           | Peter MacKay                                                                | Conservateur |
| Ministre de la Fiscalité                                                                                          |           | Gail Shea                                                                   | Conservateur |
| Ministre des Ressources naturelles                                                                                |           | Joe Oliver                                                                  | Conservateur |
| Ministre de la Sécurité publique                                                                                  |           | Vic Toews                                                                   | Conservateur |
| Ministre des Travaux publics et des Services gouvernementaux Ministre de la Diversification économique de l'Ouest |           | Rona Ambrose                                                                | Conservateur |
| Ministre des Transports Ministre de l'Agence de développement économique du Canada pour les régions du Québec     |           | Denis Lebel                                                                 | Conservateur |
| Président du Conseil du Trésor                                                                                    |           | Tony Clement                                                                | Conservateur |
| Ministre des Anciens combattants                                                                                  |           | Steven Blaney                                                               | Conservateur |

### Remaniement du 15 juillet 2013
- Les nouveaux ministres sont indiqués en gras, ceux ayant changé d'attributions en italique.

| Fonction | Titulaire | Titulaire                                      | Parti        |
| --- | --------- | ---------------------------------------------- | ------------ |
| Premier ministre |           | Stephen Harper                                 | Conservateur |
| Ministre de l'Agriculture et de l'Agroalimentaire |           | Gerry Ritz                                     | Conservateur |
| Ministre du Patrimoine canadien |           | Shelly Glover                                  | Conservateur |
| Ministre de la Citoyenneté et de l'Immigration |           | Chris Alexander                                | Conservateur |
| Ministre de l'Environnement |           | Leona Aglukkaq                                 | Conservateur |
| Ministre des Finances |           | Jim Flaherty (jusqu'au 19/03/2014) Joe Oliver  | Conservateur |
| Ministre de la Pêche et des Océans |           | Gail Shea                                      | Conservateur |
| Ministre des Affaires étrangères |           | John Baird                                     | Conservateur |
| Ministre de la Santé |           | Rona Ambrose                                   | Conservateur |
| Ministre des Ressources humaines et du Développement social |           | Jason Kenney                                   | Conservateur |
| Ministre des Affaires autochtones et du Développement du Nord canadien Ministre de l'Agence de promotion économique du Canada atlantique                                                |           | Bernard Valcourt                               | Conservateur |
| Ministre de l'Industrie |           | James Moore                                    | Conservateur |
| Ministre des Affaires intergouvernementales Président du Conseil privé de la Reine pour le Canada Ministre de l'Agence de développement économique du Canada pour les régions du Québec |           | Denis Lebel                                    | Conservateur |
| Ministre de la Coopération internationale |           | Christian Paradis                              | Conservateur |
| Ministre du Commerce international |           | Ed Fast                                        | Conservateur |
| Ministre de la Justice et procureur général |           | Peter MacKay                                   | Conservateur |
| Ministre du Travail |           | Kellie Leitch                                  | Conservateur |
| Ministre des Relations avec la Chambre des communes |           | Peter Van Loan                                 | Conservateur |
| Ministre de la Défense nationale |           | Rob Nicholson                                  | Conservateur |
| Ministre de la Fiscalité |           | Kerry-Lynne Findlay                            | Conservateur |
| Ministre des Ressources naturelles |           | Joe Oliver (jusqu'au 19/03/2014) Greg Rickford | Conservateur |
| Ministre de la Sécurité publique |           | Steven Blaney                                  | Conservateur |
| Ministre des Travaux publics et des Services gouvernementaux |           | Diane Finley                                   | Conservateur |
| Ministre des Transports |           | Lisa Raitt                                     | Conservateur |
| Président du Conseil du Trésor |           | Tony Clement                                   | Conservateur |
| Ministre des Anciens combattants |           | Julian Fantino                                 | Conservateur |
| Ministre de la Diversification économique de l'Ouest |           | Michelle Rempel                                | Conservateur |

### Remaniement du 9 février 2015
- Les nouveaux ministres sont indiqués en gras, ceux ayant changé d'attributions en italique.

| Fonction | Titulaire | Titulaire           | Parti        |
| --- | --------- | ------------------- | ------------ |
| Premier ministre |           | Stephen Harper      | Conservateur |
| Ministre de l'Agriculture et de l'Agroalimentaire |           | Gerry Ritz          | Conservateur |
| Ministre du Patrimoine canadien |           | Shelly Glover       | Conservateur |
| Ministre de la Citoyenneté et de l'Immigration |           | Chris Alexander     | Conservateur |
| Ministre de l'Environnement |           | Leona Aglukkaq      | Conservateur |
| Ministre des Finances |           | Joe Oliver          | Conservateur |
| Ministre de la Pêche et des Océans |           | Gail Shea           | Conservateur |
| Ministre des Affaires étrangères |           | Rob Nicholson       | Conservateur |
| Ministre de la Santé |           | Rona Ambrose        | Conservateur |
| Ministre des Ressources humaines et du Développement social |           | Pierre Poilievre    | Conservateur |
| Ministre des Affaires autochtones et du Développement du Nord canadien Ministre de l'Agence de promotion économique du Canada atlantique                                                |           | Bernard Valcourt    | Conservateur |
| Ministre de l'Industrie |           | James Moore         | Conservateur |
| Ministre des Affaires intergouvernementales Président du Conseil privé de la Reine pour le Canada Ministre de l'Agence de développement économique du Canada pour les régions du Québec |           | Denis Lebel         | Conservateur |
| Ministre de la Coopération internationale |           | Christian Paradis   | Conservateur |
| Ministre du Commerce international |           | Ed Fast             | Conservateur |
| Ministre de la Justice et procureur général |           | Peter MacKay        | Conservateur |
| Ministre du Travail |           | Kellie Leitch       | Conservateur |
| Ministre des Relations avec la Chambre des communes |           | Peter Van Loan      | Conservateur |
| Ministre de la Défense nationale |           | Jason Kenney        | Conservateur |
| Ministre de la Fiscalité |           | Kerry-Lynne Findlay | Conservateur |
| Ministre des Ressources naturelles |           | Greg Rickford       | Conservateur |
| Ministre de la Sécurité publique |           | Steven Blaney       | Conservateur |
| Ministre des Travaux publics et des Services gouvernementaux |           | Diane Finley        | Conservateur |
| Ministre des Transports |           | Lisa Raitt          | Conservateur |
| Président du Conseil du Trésor |           | Tony Clement        | Conservateur |
| Ministre des Anciens combattants |           | Julian Fantino      | Conservateur |
| Ministre de la Diversification économique de l'Ouest |           | Michelle Rempel     | Conservateur |